# Ásgeir Sigurvinsson
Ásgeir (Sigi) Sigurvinsson (Vestmannaeyjar, 8 mei 1955) is een IJslands voormalig profvoetballer en -trainer. In 2008 werd hij door de nationale voetbalbond uitgeroepen tot de beste IJslandse speler ooit. Vijf jaar eerder was hij al verkozen tot de beste IJslandse speler van de afgelopen vijftig jaar.

## Carrière
Ásgeir Sigurvinsson werd geboren op de Westman-eilanden, gelegen op ongeveer elf kilometer voor de zuidwestkust van IJsland. Daar startte hij in 1972 ook zijn voetballoopbaan bij het plaatselijke ÍB Vestmannaeyja. Nadat hij met zijn club de nationale beker had gewonnen, vertrok hij in 1973 naar het Europese vasteland en tekende hij een contract bij Standard Luik. Tijdens zijn achtjarige verblijf in België kwam hij meer dan 300 wedstrijden in actie voor de Rouches. In zijn laatste seizoen won Ásgeir  de Beker van België, waarna hij naar de Duitse topclub Bayern München vertrok. Daar bleef de middenvelder slechts één seizoen maar behaalde hij wel de finale van de Europacup I en won hij de DFB-Pokal. In 1982 maakte Ásgeir  vervolgens de overstap naar VfB Stuttgart, waar hij zou uitgroeien tot een van de sterkhouders van de club. Met Stuttgart won hij in 1984 de landstitel en bereikte de middenvelder in 1989 de finale van de UEFA Cup. In 1990 nam hij als aanvoerder afscheid van de club en het voetbal.
Ásgeir maakte op 3 juli 1972 zijn debuut voor het IJslandse elftal. Hij was op dat moment zeventien jaar en is daarmee de jongste debutant uit de geschiedenis van het nationale elftal. De middenvelder kwam tot 45 wedstrijden voor het nationale elftal, waarin hij vijf maal scoorde.

## Erelijst
Met ÍB Vestmannaeyja:
- IJslandse beker: 1972

Met Standard Luik:
- Belgische beker: 1980/81

Met Bayern München:
- DFB-Pokal: 1981/82

Met VfB Stuttgart:
- Bundesliga: 1983/84